# Tilapia busumana
Tilapia busumana е вид лъчеперка от семейство Цихлиди (Cichlidae). Видът е световно застрашен, със статут Уязвим.

## Разпространение
Разпространен е в Гана и Кот д'Ивоар.